# 正規社員の解雇規制緩和論
| | 解雇手続の規制 | 解雇予告期間と解雇手当の規制 | 不当解雇に対する規制の枠組み | 不当解雇に対する規制実施 | OECD雇用保護規制指標 |
| --- | -------------- | ---------------------------- | ---------------------------- | ------------------------ | -------------------- |
| アメリカ合衆国 | 0.7            | 0.0                          | 0.1                          | 4.4                      | 1.3                  |
| カナダ | 0.7            | 0.8                          | 1.2                          | 3.8                      | 1.6                  |
| オーストラリア | 1.3            | 1.0                          | 1.8                          | 2.5                      | 1.7                  |
| イギリス | 1.3            | 1.3                          | 1.1                          | 3.3                      | 1.7                  |
| デンマーク | 1.2            | 2.1                          | 1.9                          | 2.3                      | 1.8                  |
| アイルランド | 1.3            | 1.2                          | 1.9                          | 3.5                      | 2.0                  |
| 日本 | 0.8            | 0.9                          | 2.8                          | 3.9                      | 2.1                  |
| ドイツ | 1.7            | 1.3                          | 3.1                          | 2.9                      | 2.2                  |
| 韓国 | 2.2            | 1.0                          | 3.0                          | 3.3                      | 2.4                  |
| メキシコ | 1.8            | 1.7                          | 3.7                          | 2.5                      | 2.4                  |
| スペイン | 1.8            | 2.1                          | 2.0                          | 3.8                      | 2.4                  |
| フランス | 1.5            | 2.4                          | 2.6                          | 3.3                      | 2.4                  |
| スウェーデン | 2.3            | 1.7                          | 2.5                          | 3.4                      | 2.5                  |
| ギリシャ | 1.2            | 1.2                          | 3.8                          | 4.0                      | 2.5                  |
| イタリア | 1.8            | 2.0                          | 3.0                          | 4.0                      | 2.7                  |
| オランダ | 4.2            | 2.3                          | 2.5                          | 2.4                      | 2.8                  |
| ポルトガル | 2.3            | 1.7                          | 4.2                          | 3.3                      | 2.9                  |
| A 解雇手続の規制 1. 通知手続き 2. 通知が可能になるまでの期間 B 解雇予告期間と解雇手当の規制 3. 予告期間の長さ 4. 解雇手当の額 C 不当解雇に対する規制の枠組み 5. 不当解雇の定義 6. 試用期間の長さ 7. 不当解雇後の労働者に対する補償 8. 不当解雇後の復職の可能性 D 不当解雇に対する規制実施 9. 不当解雇の主張を行うための最長期間 10. 労働者が不当解雇の訴えを起こす際の立証責任 11. 外部機関による解雇の事前検証 12. 雇用終了前に失業手当支給をする解決メカニズム E OECD雇用保護規制指標 |                |                              |                              |                          |                      |

正規社員の解雇規制緩和論（せいきしゃいんのかいこきせいかんわろん）とは、正社員の解雇規制が非正規雇用に比べて強いことが、日本の労働市場において正規と非正規の二重構造を作り出し歪ませているため、これを緩和するべきという規制緩和論の一つ。
これまでの日本では労働力の調整に非正規雇用者を利用することが社会的に容認されていて、企業が正規雇用者を整理解雇する前に非正規雇用者の解雇（派遣切りや雇い止め）をすることは整理解雇の四要件を満たすために必要であったが、2008年の世界金融危機 (2007年-)が発端となった世界的不況による経営の悪化が引き起こした大量の派遣切りは社会問題となった。この時の派遣切りに非難が集まり非正規雇用者の雇用に対する規制を強化することが議論されたが、規制強化はより規制の弱い雇用形態への変更や機械による代替、コストの安い海外への移転が起こり雇用量が減少してしまうと考えられている。
労働者を雇用している企業は経営状態が悪化した時に整理解雇を行う場合があるが、正規雇用者の解雇は整理解雇の四要件が判断の基準となっており、要件の一つの解雇回避努力義務には、非正規雇用者の削減と新規採用の停止をすることが求められている。
また、職務遂行能力欠如を理由とする普通解雇は、判例では「改善意欲が完全に欠如している社員であり、会社が様々な対策を取っても全く改善されず、雇用維持が困難と社会通念上相当と認められる場合」に限っており、ほとんどの通常の社員にとって「職務を遂行する能力が欠如している」といった、客観性の乏しい理由で普通解雇とすることは無縁である。
このように非正規雇用者は整理解雇の時には真っ先に解雇される不安定な立場に置かれているが、正規雇用者は解雇規制で保護されて比較的に安定しており、雇用の二極化という格差を作り出している。
日本では非正規雇用者の割合が増加しつづけているが、これにより低所得者層が増えて中間層が空洞化し、社会の不安定化と閉塞感の原因となっている。企業の労働力の調整に伴う不利益を非正規雇用者にすべて負わせるのではなく、正規雇用者の解雇規制緩和（非正規雇用者を解雇する場合は正規雇用者の解雇も必要とすること等）を含めたルール作りや法整備を行い、正規雇用者と非正規雇用者の雇用保障の差を小さくして中間層を増やし、社会を安定させる必要があると考えられている。

## 歴史と背景

日本の失業（男女別、年齢別）。15-24歳の細線が若年失業にあたる。

第二次世界大戦終戦後、労働基準法が制定されると、多くの労働争議を背景として解雇の要件をどう定めるか議論がなされた。判例の蓄積により昭和50年代には解雇権濫用の法理が確立されていった。
高度経済成長期には、企業は慢性的な人手不足により常に労働力を必要としていたため、雇用に関して大きな問題は生じていなかった。
しかし、バブル崩壊を契機とした日本の「失われた10年」の期間には、この強い解雇規制が上記のような様々な問題を生み出しているとして、経済学者・法学者によって解雇規制の緩和が論じられるようになった。
2001年、小泉純一郎首相（当時）は「雇用の流動化が進む中で、解雇基準やルールの明確化は必要だ」と述べ、解雇法制への取り組みを表明した。
2003年には、労働基準法第18条の2を追加する法改正が行われた。政府原案では「解雇は原則自由―ただし濫用は無効」となっていたが、民主党等の反対を容れ、修正により解雇権濫用法理が前面に出されることになった。雇用の流動化を促し、成長企業への人材供給を後押しする当初の狙いからは後退した。その後、当該条項は新たに制定された労働契約法第16条に引き継がれている。
2007年の第1次安倍内閣において、経済財政諮問会議、規制改革会議の再チャレンジワーキンググループは解雇規制の緩和、および正規・非正規の均衡処遇を提言したが、実現には至らなかった。
2008年12月頃に、リーマン・ショックによる不景気で一般派遣の派遣切りが発生して以来、活発に論じられるようになった。
2013年の第2次安倍内閣では、経済財政諮問会議、産業競争力会議、規制改革会議それぞれにおいて、解雇規制の緩和および労働市場の流動化が提言・検討されている。

## OECDの対日勧告
OECD（経済協力開発機構）は日本における労働市場の二極化について、度々、これを是正するよう求めている。
2006年の対日審査報告書では、「所得格差問題」に一章が費やされている。日本は従来、所得の不平等度が少ない社会と見られてきたが、「最近は所得格差が拡大している」と警告している。その理由として、日本は解雇に関する法制が未整備で、正社員の解雇が困難な点をあげている。「正規雇用への保護が手厚すぎる」がために、企業は非正規雇用への依存を強める結果となり、「所得の低い非正規雇用者の増大から、所得格差が拡大した」と指摘した。「日本はもはや平等な国ではない」と締めくくっている。
以降も連年、同様の指摘が行われているが、その骨子は「日本はOECD加盟国のなかで実質的には最も解雇規制がきびしい国の一つである」「雇用の柔軟性を目的として企業が非正規労働者を雇用するインセンティブ (経済学)を削減するため、正規労働者の雇用保護を縮小せよ」というものである。
2008年には、特に若年層における失業や貧困の拡大を問題視し、『Japan could do more to help young people find stable jobs.（日本は若者が安定した仕事につけるよう、もっとやれることがある）』と題した報告書を発表。その中で「正規・非正規間の保護のギャップを埋めて、賃金や手当の格差を是正せよ。すなわち、有期、パート、派遣労働者の雇用保護と社会保障適用を強化するとともに、正規雇用の雇用保護を緩和せよ」と勧告を行っている。

## 論点

### 法律的な背景
企業が解雇回避努力をすべて行なった後でなければ、正規雇用者の整理解雇は無効（不当解雇）とされる。経済学者の大竹文雄は、就職氷河期や非正規雇用増大の原因がここにあるとし、その是正を訴えている。
また、この四要件やそれに関する慣行が、硬直した雇用市場を形成していると池田信夫らは指摘している。水町勇一郎は、実際の裁判で整理解雇の四要件はそれほど厳密には適用されていないと述べている。
労働経済学者である八代尚宏は日本の「解雇規制」の問題点は、裁判官の判断に依拠するため整理解雇にかかるコストが不明確であり、企業が採用に慎重になることにあると論じている。
大竹文雄は、これまでの判例では整理解雇の四要件の「解雇回避努力義務の履行」が重要で、企業は以下の経営努力をすべて行わなければ正社員の整理解雇は認められないと述べている。

### インサイダー・アウトサイダー問題
正規雇用労働者であるインサイダーの権利が強くなるほど、非正規雇用労働者や失業者、若者などのアウトサイダーが市場から不利な扱いを受けることになる。労働経済学の世界では、こうした現象を「インサイダー・アウトサイダー問題」と呼ぶ。特にアウトサイダーからスタートせざるを得ない若者がもっとも不利な状態に置かれることになる。
八代尚宏は2006年12月18日に行われた内閣府の労働市場改革などに関するシンポジウムにおいて「既得権を持っている大企業の労働者が、（下請企業の労働者・非正規雇用者など）弱者をだしにしている面がかなりある」「非正規雇用者を正社員に転換する制度を導入すると同時に、正社員の過度の雇用保障も見直すべきであり、それが企業・労働者双方の利益に結びつく」と指摘し、解雇規制緩和によりインサイダー、アウトサイダー間の格差解消を求めている。

### 終身雇用制を背景にした女性労働者の経済的格差と人権
社会学者の上野千鶴子は「社畜・専属家政婦になりたくないっていう点で若者・女性の利害が一致するならば、処方箋は出ている」「たとえば終身雇用制をなくす、離職・中途採用が不利にならないよう、労働市場の流動化を図るなどである」として、労働市場全体の流動化を求めている。

### 同一労働同一賃金
同一労働同一賃金は、競争市場であれば同じ商品・サービスの価格は1つに決まるという一物一価の法則を労働市場に当てはめたものである。その成立を阻害する規制は取り払う必要があると考えられている。

### 解雇規制と労働需要
内閣府の調査によれば、雇用保護規制が緩い国ほど就業率が高い。ミクロ経済学的にも、解雇契約における強行規定は雇用を減らすとされている。
2009年度の『経済白書』は、雇用保護規制の強い国ほど非正規雇用比率が高く、また平均失業期間が長いことを示している。OECDによると、日本では期間1年以上の失業者の割合が2008年に33%に達し、加盟国平均の26%を上回った。
一方、国際労働機関（ILO）のレイモンド・トレス国際労働問題研究所長は「労働者を解雇しやすくする規制緩和が、雇用を生み出したと裏付けるデータはない」と述べた。2008年の金融危機後に、解雇規制が緩和された欧州各国で雇用増につながった例はなかったという。
臨時雇用の割合については、ILO駐日事務所は「使用者が随意に解雇できる伝統が強い国であるアメリカ、オーストラリア、イギリスなどでは、雇用がほとんど保護されず、臨時雇用の割合は比較的低いままである」と指摘している。
なお、日本の労働力人口比率（就業者数/人口、米国では軍人は就業者数から除外）はドイツ・フランスより高く米国より低い。
| 労働力人口比率（就業者数/人口） | 日本  | ドイツ | フランス | アメリカ合衆国 | カナダ |
| ------------------------------- | ----- | ------ | -------- | -------------- | ------ |
| 1991                            | 63.8% | 59.1%  | 54.6%    | 66.2%          | 66.3%  |
| 1996                            | 63.5% | 57.4%  | 54.8%    | 66.8%          | 64.8%  |
| 2001                            | 62.0% | 57.6%  | 54.7%    | 66.8%          | 65.9%  |
| 2005                            | 60.4% | 58.5%  | 55.2%    | 66.0%          | 67.2%  |
| 2013                            | 59.3% | ..     | ..       | ..             | ..     |

### 解雇規制と労働生産性
OECDのEmployment Outlookでは、雇用保護規制(EPL)が労働移動をさまたげ、生産性に負の影響をもたらすとしている。同機構の調査結果によれば、全要素生産性が向上したいくつかの国では、雇用期間が短い傾向にある。理由ははっきりしないが、新しいビジネスチャンスを掴むのに、一定の流動性が必要なことは明らかである。この点で、一定の国々は雇用規制を見直す必要がある。しかしながら、そうした制度変更は、企業に従業員訓練をうながすような、安定した雇用環境を作る必要性を考慮に入れなければならない、とされている。

### 二極化解消の処方箋
- 非正規雇用者を削減する場合に、正規雇用者も削減しなければならない
- 年金のマクロ経済スライド制（勤労者の可処分所得が減った場合、年金も減らす）
- 失業率が上がれば所得税率を上げる
- 中間的な雇用制度の導入（10年程度の任期付き雇用制度）

二極化の解消には、これらの制度を法制化する必要があると考えられる。

### 大企業と中小企業の格差
中小企業の雇用は全体の7割をしめており、組合員総数は平成21年で1007万8千人、推定組織率18.5%と厚生労働省調査で算出されている。
大企業の労働組合員の総数は労働人口の2割以下であるが、高い組織力を誇り裁判に訴えられる資力、人的資源のある大企業の労働組合と、そうでない中小企業の労働者との間には、労働者保護の程度に大きな格差が生じている。裁判に訴える金銭的・時間的余裕のない中小企業の労働者には、裁判による法的解決を目指すことを躊躇してしまうのが実情である。
客観的に合理的な金銭解雇ルールを制定することが必要と考えられている。2008年制定の労働契約法に「金銭賠償による解雇ルール」を定めることが議論され、これが実現していれば、現状しかるべき補償もなく解雇されている中小企業労働者にとっては福音となったはずであるが、労働組合の合意は得られなかった。
労働者保護の観点から問題視されていた偽装請負について、連合会長・高木剛は　「バブル崩壊後、コスト削減でこういう雇用形態の人が製造現場にも入ってくるのを知りながら（労組は）目をつぶっていた。言葉が過ぎるかもしれないが、消極的な幇助。働くルールがゆがむことへの感度が弱かったと言われてもしょうがない」と述べ、2006年8月に日本経団連に対して是正を申し入れた。また「電機連合」の中村正武委員長は2009年1月9日に日本経団連主催の労使フォーラムで講演し、与野党からの製造業派遣の規制の建議について、「性急な結論を出すべきではない」「製造業派遣を禁止すると、国際競争力がなくなり、電機産業はやっていけない」とし、製造業派遣を禁止することに慎重姿勢を示した。

### ブラック企業
蟹沢孝夫は流動的な労働市場と、労働市場からの退出を容易にするセーフティネットがあれば「正社員」という立場にしがみつく必要がなくなるので、労働者に理不尽を強いるような、いわゆるブラック企業は市場淘汰されていくはずであるとしている。

### パワーハラスメント
法学者の大内伸哉は解雇規制が緩和されれば、会社は虐めやパワーハラスメントにより退職強要する必要はなくなり、転職市場が整備されれば、社員は嫌な会社にしがみつく必要が弱まるので、パワーハラスメントの問題状況も大きく変わっていく可能性があるとしている。

### 解雇規制と格差問題
池田信夫は雇用規制を身分差別の最たるものと評し、こうした正規雇用者と非正規雇用者との格差について、「日本社会の本質的な問題は、インサイダーとアウトサイダーの身分格差が極限まで拡大し、しかもその負担が将来世代に転嫁されていることである。ノア・スミスが「日本の若者はどうして暴動を起こさないのか」と聞いてきたが、NYタイムズのファクラー支局長も同じことを言っていた。彼らから見ると、今の日本の若者の置かれている状況は「1970年代のイギリスと似ている」と述べている。
経済学者のトマ・ピケティが著した『21世紀の資本』によって格差問題が注目されているが、日本国外の反応を報道するNEWSPHEREは、『21世紀の資本』を題材としてフォーブスが「ピケティの著作をきっかけにして日本の格差について論じたコラムを掲載した。記事によると、日本社会の格差は、ドイツ、フランス、イタリア、カナダのそれをはるかに上回っているとされる。その一因となっているのが、終身雇用制であり、これは戦後の急発展・急速な産業復興の時期の遺物であるとしている。このため、正規雇用と非正規雇用の労働者の間で、賃金・雇用の安定などで、格差が生じている。国際通貨基金のレポートによると、非正規雇用の割合は、増えつつあるとされる。記事では、若年労働者・女性が、非正規雇用になりやすいことを挙げている」と報じた。
日本の貧富の格差は拡大傾向にあるが、所得格差が拡大しているのは決して日本だけではなくアメリカ、イギリスなど大半の国では拡大しており、拡大していないのはフランス、ベルギーなど少数にとどまる。
日経BPは「ジニ係数が0.6-0.7と「社会動乱がいつ発生してもおかしくない」レベルとされる」「厚生労働省によれば、2011年のジニ係数は0.5536となり、2008年の0.5318を上回って過去最大となった。0.5-0.6は「慢性的暴動が起こりやすい」レベルともされる」と報じ、「アメリカほどの格差はないが、日本も格差社会に突入している」とした。

### 日本の雇用契約の特殊性
厚生労働省出身の労働法政策の研究者である濱口桂一郎によると、解雇規制が適用される雇用契約は日本と日本以外では大きく違っており、日本の解雇規制が先進国で最も厳しいというのは一面的な見方である。日本以外の主にヨーロッパの国々では、企業の業務を切り分け具体的な職務に対応する形で労働者と雇用契約を結んでいるので、その職務に必要な人員が減少すれば原則として整理解雇をすることができる。ただし、手続きに従わない不当解雇は厳しく規制されている。
一方で日本では雇用契約で職務が決まっておらず、労働者は企業の中のすべての業務に従事する義務があり、使用者はそれを要求する権利を持っているとされる。この対価として、ある職務に必要な人員が減少したとしても余剰人員を別の職務に異動させて解雇を回避する努力義務が生じている。また、日本以外の国では不当解雇とみなされるような、残業命令や転勤辞令を拒否した労働者を解雇すること、学生運動を理由に解雇することを最高裁は原則として認めている。したがって日本の解雇規制が先進国で最も厳しいというのは間違っているとしている。
ただし、日本の中小零細企業においては経営不振が解雇の正当事由と考えられており、解雇規制の判例法理からかけ離れている。労働局あっせん事例で最も多いのは、残業代の支払いや有給を申し出たら態度が悪いと見なされて解雇されている事例である。この場合、解決金で最も多いのは10万円で8割が50万円以下である。こういった場合でも膨大な時間と費用を費やして裁判を行えば解雇無効の判決を得られるかもしれないが、裕福ではない大多数の中小零細企業労働者にとって現実的ではない。実際に裁判が行われていない事例が多数存在することが想定できるため、裁判所の判例だけを見ている法律家や経済学者には解雇の金銭補償の持つ意味が見えづらいと述べている。
経済学者の竹中平蔵は、日本の正社員は強く保護されて容易に解雇ができない非常に恵まれた存在である一方で、企業はリスクを回避するために非正規の雇用を増やしてきたため、経済を成長させるために正社員の保護を緩和すべきと述べている。これに対して濱口桂一郎は、日本の正社員は決まった職務がない契約でどんな業務でも従事する義務を負う代わりに雇用が保護されているのであって、この重い義務を維持しながら雇用の保護を剥奪することには反対であると述べている。また、日本の非正規雇用労働者は整理解雇時の保障が少ないだけでなく、不当解雇や雇い止めに対する保護も少なく低い賃金と悪い労働条件で働かされており、権利と義務のバランスが取られていないため、これを改善するべきとしている。またそうした中小零細企業の労働者はドイツやスウェーデンのような金銭補償基準を法定した方が救われるのではないかと述べている。

## 各国の解雇規制
2019年のOECD加盟国での正規雇用の解雇規制の強さランキングでは、1位チェコ、2位トルコ、3位オランダで、日本は28位であった。
多国籍団体であるフレッシュフィールズブルックハウスデリンガー法律事務所によると、復職に代わる金銭給付命令がない国で日本と韓国を挙げる。一方で、アメリカ、イギリス、ドイツ、イタリア、スペイン、デンマーク、シンガポール、香港、オーストラリアでは、金銭解決が用いられており、解雇の金銭補償の金額は
- アメリカ：雇用契約上の損害、差別・ハラスメント禁止法令に違反する解雇には最大約3000万円
- フランス：6-24カ月の給料
- ドイツ： 上限は原則12カ月、最大18カ月（多くのばあい上限の範囲内で勤続年数×月収、年齢に応じて）
- 英国：合計額は現在13,920ポンド（約240万円）が上限、計算法は勤続年数20年を上限として0.5（21歳以下）-1.5（41歳以上）週分×勤続年数、不当解雇の補償額は平均で9133ポンド（約156万円）、差別的な解雇や内部告発者を解雇した場合は上限なし
- イタリア：小規模事業者は2.5-6カ月分で勤続年数が20年を超える場合は上限14カ月、大規模事業者は12-24カ月分（解雇手続に違反した場合はさらに6-12カ月分）
- スペイン：上限は24カ月分の給料で33日分の給料×勤続年数（2012年2月の規制緩和後）、緩和前は上限42カ月分で45日分の給料×勤続年数
- デンマーク：上限は30歳未満の従業員で半月分の給料、30歳以上の従業員は3カ月分の給料、勤続年数15年以上は6カ月分の給料など（通常は上限の半分から3分の2程度）
- シンガポール：雇用契約で定められている解雇通知期間（解雇通知期間が定められていない場合は労働法上の解雇通知期間）の給料
- オーストラリア：解雇されなければ得られたであろう報酬等を考慮して決定、上限ありで①26週間分の給与又は②Fair Work Commission （FWC）が定める「高収入基準」 （現在は129,300豪ドル（約1200万円））の半額のいずれか低い方、違法解雇に上限はなし

### アメリカ・イギリス
アメリカでは雇用に対する規制が緩く、レイオフも容易である。非正規雇用比率は主要国の中で一番低く、失業期間も短い。同様に雇用規制が緩いイギリスでも非正規雇用比率はアメリカに次ぐ最低水準である。
アメリカでは、差別やハラスメントを禁じる法令や公序に反する解雇については、雇用契約上の損害（解雇により得られなかった給料その他雇用契約上の利益から解雇後に現実に得た又は通常得られたであろう給料その他の利益を控除した額）に加えて不法行為上の損害を補償する必要がある。不法行為上の損害については、州によっては従業員501名以上の企業では3000万円程度、15-100名の中小零細では上限500万円といった上限が定められている。イギリスの場合は不当に解雇されたことによる損失の補償は平均で約156万円、人種差別理由の場合は平均で約1749万円。

### 日本
OECDから2013年11月に発表された雇用保護規制（2013年）によれば、日本の正規雇用者の雇用保護（「解雇手続の不便さ（regular procedural inconveniences）」「解雇予告期間および解雇手当（notice and severance pay）」「解雇の困難性（difficulty of dismissal）」の総合指数は、34か国中低いほうから10番目、有期労働者の雇用保護は、低いほうから9番目とされている。
一方で雇用保護規制（2013年）によれば、日本の正規雇用に対する「解雇の困難性（difficulty of dismissal）」指数はOECD平均2.30を上回る3.0であり、34か国中高いほうから10番目となっている。
また、OECDの雇用保護規制における雇用保護の厳格性（Strictness of employment protection）（2013年）では「個別解雇と集団的解雇（正規雇用者）（individual and collective dismissals(regular contracts)）」「個別の解雇（正規雇用者）（individual dismissals(regular contracts)）では34か国中下から4番目、「有期労働契約（temporary contracts）」では34か国中下から7番目となっている。
厚生労働省は、平成24年版労働経済の分析でOECD平均と比較して「日本は比較的雇用保護が弱い国である」とする一方、「第1指標の常用雇用要因と臨時雇用要因の差によって常用雇用が相対的に強く保護されているかをみると、2008年に比較可能な20カ国中7番目で、これら諸国の平均を上回るなど、比較的常用雇用を保護している国としてよい」としている。
ロイターは「日本の雇用慣行の硬直性は、国際比較でも群を抜いている。世界経済フォーラムの2012年のリポートでは、社員の採用・解雇のやりやすさに関するランキングで日本は144カ国中134位」とした。
|                  | 解雇手続の規制 | 解雇予告期間と 解雇手当の規制 | 不当解雇に対する 規制の枠組み | 不当解雇に対する 規制実施 | OECD雇用保護規制指標 |
| ---------------- | -------------- | ----------------------------- | ----------------------------- | ------------------------- | -------------------- |
| アメリカ合衆国   | 0.7            | 0.0                           | 0.1                           | 4.4                       | 1.3                  |
| スイス           | 1.2            | 1.3                           | 1.6                           | 2.3                       | 1.6                  |
| カナダ           | 0.7            | 0.8                           | 1.2                           | 3.8                       | 1.6                  |
| オーストラリア   | 1.3            | 1.0                           | 1.8                           | 2.5                       | 1.7                  |
| オーストリア     | 1.2            | 0.9                           | 3.1                           | 1.5                       | 1.7                  |
| イギリス         | 1.3            | 1.3                           | 1.1                           | 3.3                       | 1.7                  |
| ハンガリー       | 1.2            | 1.8                           | 2.2                           | 2.0                       | 1.8                  |
| デンマーク       | 1.2            | 2.1                           | 1.9                           | 2.3                       | 1.8                  |
| エストニア       | 1.5            | 1.4                           | 1.6                           | 3.0                       | 1.9                  |
| アイルランド     | 1.3            | 1.2                           | 1.9                           | 3.5                       | 2.0                  |
| コロンビア       | 1.3            | 1.6                           | 2.0                           | 3.0                       | 2.0                  |
| ニュージーランド | 2.3            | 0.4                           | 2.3                           | 3.3                       | 2.1                  |
| 日本             | 0.8            | 0.9                           | 2.8                           | 3.9                       | 2.1                  |
| アイスランド     | 1.0            | 1.9                           | 1.5                           | 4.3                       | 2.2                  |
| スロベニア       | 1.3            | 1.5                           | 2.4                           | 3.5                       | 2.2                  |
| ドイツ           | 1.7            | 1.3                           | 3.1                           | 2.9                       | 2.2                  |
| リトアニア       | 2.0            | 3.4                           | 1.6                           | 2.0                       | 2.2                  |
| ノルウェー       | 1.5            | 1.0                           | 3.3                           | 3.3                       | 2.3                  |
| スロバキア       | 2.8            | 1.5                           | 2.8                           | 2.0                       | 2.3                  |
| 韓国             | 2.2            | 1.0                           | 3.0                           | 3.3                       | 2.4                  |
| フィンランド     | 2.0            | 1.0                           | 2.2                           | 4.3                       | 2.4                  |
| ポーランド       | 2.2            | 2.5                           | 2.4                           | 2.5                       | 2.4                  |
| メキシコ         | 1.8            | 1.7                           | 3.7                           | 2.5                       | 2.4                  |
| スペイン         | 1.8            | 2.1                           | 2.0                           | 3.8                       | 2.4                  |
| フランス         | 1.5            | 2.4                           | 2.6                           | 3.3                       | 2.4                  |
| チリ             | 1.8            | 2.5                           | 3.0                           | 2.5                       | 2.5                  |
| スウェーデン     | 2.3            | 1.7                           | 2.5                           | 3.4                       | 2.5                  |
| ルクセンブルク   | 2.1            | 2.2                           | 1.7                           | 4.0                       | 2.5                  |
| ギリシャ         | 1.2            | 1.2                           | 3.8                           | 4.0                       | 2.5                  |
| ラトビア         | 2.5            | 1.8                           | 3.2                           | 3.0                       | 2.6                  |
| イタリア         | 1.8            | 2.0                           | 3.0                           | 4.0                       | 2.7                  |
| ベルギー         | 1.8            | 3.0                           | 2.1                           | 4.0                       | 2.7                  |
| トルコ           | 1.3            | 3.4                           | 3.1                           | 3.5                       | 2.8                  |
| オランダ         | 4.2            | 2.3                           | 2.5                           | 2.4                       | 2.8                  |
| ポルトガル       | 2.3            | 1.7                           | 4.2                           | 3.3                       | 2.9                  |
| イスラエル       | 2.5            | 2.9                           | 2.5                           | 3.8                       | 2.9                  |
| チェコ           | 3.8            | 2.5                           | 3.0                           | 2.8                       | 3.0                  |

OECD雇用保護指標は4項目（解雇手続の規制、解雇予告期間と解雇手当の規制、不当解雇に対する規制の枠組み、不当解雇に対する規制実施）の平均で導出されている。
```
 OECD雇用保護指標 = （解雇手続の規制＋解雇予告期間と解雇手当の規制＋不当解雇に対する規制の枠組み＋不当解雇に対する規制実施）÷ 4
```

2019年のアメリカのOECD雇用保護規制指標は次のように計算することができる。
```
 (0.7 + 0.0 + 0.1 + 4.4) ÷ 4 = 1.3
```

各項目の内訳は下記の表のように表せる。
| 解雇規制の種類                     | 解雇規制の下位要素                               | 比重: 個別解雇 (5/7) | 比重: 集団解雇 (2/7) |
| ---------------------------------- | ------------------------------------------------ | -------------------- | -------------------- |
| 解雇手続の規制 (1/4)               | 1. 通知手続き                                    | 1/2                  | 1/2                  |
|                                    | 2. 通知が可能になるまでの期間                    | 1/2                  | 1/2                  |
| 解雇予告期間と解雇手当の規制 (1/4) | 3. 予告期間の長さ                                | 3/7                  | 3/7                  |
|                                    | 4. 解雇手当の額                                  | 4/7                  | 4/7                  |
| 不当解雇に対する規制の枠組み (1/4) | 5. 不当解雇の定義                                | 1/4                  | 1/3                  |
|                                    | 6. 試用期間の長さ                                | 1/4                  | -                    |
|                                    | 7. 不当解雇後の労働者に対する補償                | 1/4                  | 1/3                  |
|                                    | 8. 不当解雇後の復職の可能性                      | 1/4                  | 1/3                  |
| 不当解雇に対する規制実施 (1/4)     | 9. 不当解雇の主張を行うための最長期間            | 1/4                  | 1/4                  |
|                                    | 22. 労働者が不当解雇の訴えを起こす際の立証責任   | 1/4                  | 1/4                  |
|                                    | 23. 外部機関による解雇の事前検証                 | 1/4                  | 1/4                  |
|                                    | 24. 雇用終了前に失業手当支給をする解決メカニズム | 1/4                  | 1/4                  |

2019年のOECD雇用保護指標では、通常解雇（解雇手続き、解雇予告期間、解雇手当）と不当解雇（不当解雇規制枠組み、不当解雇規制実施）の平均をとっていることに注意が必要である。

### 韓国
韓国でも正規労働者を解雇しにくいが、2009年8月3日、全国経済人連合会（全経連）は、「双龍車事態で見た労使関係現実と課題」という題の報告書で、現行の勤労基準法24条では整理解雇は「緊迫した経営上の必要」がある場合に限定しているが、それを「経営上の必要」に緩和する事を主張した。非正規雇用比率は日本と同水準にあり、「88万ウォン世代」という語が流行語となるなど、ワーキングプアが社会問題となっている。

### ヨーロッパ
EUは2005年にフレキシキュリティを取り入れる雇用戦略を提案した。2006年にはEUの雇用状況を分析する報告書「EUにおける雇用政策2006」でフレキシキュリティを特集し、加盟国に対してフレキシキュリティ導入を強く奨励している。

### フランス
フランスでは雇用形態にかかわらず解雇規制が強く、解雇規制と失業率の高さ（特に若年層）の関連が指摘され問題となっている。こうした状況を打開すべく、2006年にCPE（初期雇用契約）が導入されたが、学生・労働組合の抗議運動によって撤回された。フランスの非正規雇用比率は日本と同程度でEU平均並みとなっていた。
2016年、フランソワ・オランド政権が解雇規制を一部緩和。2018年にはエマニュエル・マクロン政権により、解雇要件の大幅緩和が実現した。

### ドイツ
ドイツは一度採用したら解雇はほとんど無理と言われるほど厳しかったが、ゲアハルト・シュレーダー政権の下、法律を改め、解雇をしやすくした。また、失業手当の給付期間を短縮する一方、失業手当を社会扶助の同額まで引き下げた。短期的には失業者が500万人を超えたが、長期的には、雇用の流動性が高まり、逆に労働市場が拡大して失業者は減った。

### イタリア
イタリアでも1970年にできた労働者の雇用を守る手厚い保護制度は、既存の正規雇用者を保護するために非正規雇用や若者の失業を増やし、海外からの投資や生産性の向上を妨げているとの批判を招いてきた。2012年6月27日、マリオ・モンティ政権が「構造改革による成長戦略」の柱と位置づけた労働市場改革法案が成立し、解雇が容易になった。2014年、マッテオ・レンツィ政権は労働市場改革を最優先課題と位置づけ、解雇規制のさらなる緩和を行なった。

### スペイン
スペインの労働市場は労組の発言力が強く正規雇用者の既得権（地方・業種ごとの労働協約によって決定される賃金システム、EU内で最も高額な解雇補償金）が保護されており、外国企業から雇用制度が硬直的と非難されていた。それに対して賃金や解雇コストが低い非正規雇用の割合は3割と先進国の中で最高水準に達しており、スペイン経団連（CEOE）は正規・非正規雇用の二重構造を撤廃する労働市場改革を行うよう求めていた。
スペイン経済危機 (2012年)後のスペインでは、2012年2月11日、政府は労働規定の抜本改革を発表、解雇容易に、賃金交渉の法律も改正された。
田村耕太郎（元参議院議員）はスペインの解雇規制について「解雇以前の問題であるが、産業間・勤務地はもとより企業内の配置転換に厳しい規制があり、簡単に労働者を異動させられない。正当解雇を行うためには、雇用者が、正当な解雇理由を労働裁判所に提示ないといけない。例え正当解雇を勝ち取っても莫大な解雇補償金（勤続年数一年あたり22日分）を払わねばならない。賃金も生産性ではなく地方・業種ごとの労働協約によって決定される。社会保障の雇用者負担も先進国の中では最も高い」「一度雇ったら簡単にクビにできないので、スペインでは非正規雇用が全体の雇用の30%を超え、欧州で最も高くなっている。スペイン政府も解雇規制が欧州で最高の失業率の源泉になっていることは認識しており、徐々に解雇規制を緩和しているが解雇のコストは高いままである」と評している。